# Pauli Vesterinen
Pauli Vesterinen (eigentlich Paul Kaarlo Vesterinen; * 20. November 1923 in Kanneljärvi, heute Pobeda, Oblast Leningrad; † 8. August 2005 in Nurmijärvi) war ein finnischer Speerwerfer.
Bei den Olympischen Spielen 1948 in London wurde er Vierter.
Seine persönliche Bestleistung von 75,72 m stellte er am 2. September 1955 in Helsinki auf.